# Jack Holder
Jack Holder (ur. 23 marca 1996 w Appin) – australijski żużlowiec.

## Życiorys

### Kariera sportowa
W 2015 podpisał swój pierwszy kontrakt z Plymouth Gladiators, gdzie jeździł do 2016. W 2016 roku Holder został mistrzem Australii do lat 21, wcześniej w tych samych rozgrywkach zdobywał brązowy medal w 2014 r. i srebrny w 2015. W tym samym roku zajął 4. miejsce w indywidualnych mistrzostwach świata na żużlu do lat 21.
W 2017 roku dołączył do polskiej ligi, podpisując kontrakt z KS Toruń, dołączając tym samym do swojego brata Chrisa. W barwach drużyny z Motoareny zadebiutował w przegranym 53:37 meczu z Unią Leszno, w którym zdobył 13 punktów z trzema bonusami w sześciu przejechanych biegach. Również w 2017 roku zdobył Elite Shield w barwach Poole Pirates. Przed rozpoczęciem sezonu 2018 Holder doznał kontuzji obojczyka, która zakłóciła jego przygotowania do sezonu. Pomimo tego w całym sezonie wystąpił w 14 meczach, osiągając średnią biegową 1,708 punktu na mecz. W sezonie 2019 jeżdżąc w barwach toruńskiej drużyny startował głównie spod numeru 8, najczęściej zastępując Rune Holtę bądź Norberta Kościucha. Jego śr. biegowa nie była jednak tak dobra jak w poprzednim roku - wyniosła zaledwie 1,391. Mimo spadku Torunia do 1. ligi, nie odszedł z klubu.
W 2020 r. został indywidualnym wicemistrzem Australii na żużlu. W lipcu 2020 został zatrudniony jako gość w Stali Gorzów Wielkopolski, w tym samym czasie pozostał jednak zawodnikiem KS Toruń, gdzie ukończył sezon z najwyższą średnią biegową w I lidze, która wyniosła aż 2,625. Dzięki dobrej postawie Holdera (średnia 2,09 punktu na bieg) Stal, która przed zatrudnieniem Australijczyka zajmowała ostatnie miejsce w tabeli, zakwalifikowała się do fazy play-off z drugiego miejsca. Dostał dziką kartę na dwie rundy Grand Prix 2020 odbywające się w dniach 2-3 października 2020 w Toruniu. Zdobył w nich łącznie 12 punktów do klasyfikacji końcowej.
W sezonie 2021 ponownie był jednym z liderów Apatora Toruń. Rozgrywki PGE Ekstraligi ukończył ze średnią 1,943. Wystartował w PGE indywidualnych międzynarodowych mistrzostwach ekstraligi, które ukończył na 8. miejscu z dorobkiem dziewięciu punktów (2,1,3,2,1). Z Sheffield Tigers sięgnął po brązowy medal drużynowych mistrzostw Wielkiej Brytanii. Po sezonie organizatorzy cyklu Grand Prix przyznali mu miejsce wśród stałych rezerwowych GP 2022, jednak w wyniku wykluczenia Rosjan z GP w ramach sankcji nałożonych po rosyjskiej inwazji na Ukrainę, stał się pełnoprawnym uczestnikiem tych rozgrywek.
2 kwietnia 2022 zajął piąte miejsce w Indywidualnych Międzynarodowych mistrzostwach Ekstraligi 2022. 30 lipca 2022 razem z Maxem Fricke i Jasonem Doyle wywalczył złoty medal Speedway of Nations. Był to pierwszy tytuł mistrzowski DMŚ dla Australii od dwudziestu lat.

### Życie prywatne
Brat Jamesa Holdera i Chrisa Holdera, również żużlowców.

## Przynależność klubowa
Wielka Brytania
- Plymouth Gladiators (2015–2016)
- Poole Pirates (2017)
- Peterborough Panthers (2017)
- Somerset Rebels (2018)
- Poole Pirates (2019)
- Sheffield Tigers (2020–)

Polska
- KS Toruń (2017–2022)
  - Stal Gorzów Wielkopolski (2020) – gość
- Speedway Lublin (2023–)

Szwecja
- Västervik Speedway (2019)

## Starty w Grand Prix (indywidualnych mistrzostwach świata na żużlu)
Zwycięstwa w poszczególnych zawodach Grand Prix
Stan na 1 października 2024.
| Nr | Dzień       | Rok  | Nazwa                | Miejscowość | Tor               | Długość toru |
| -- | ----------- | ---- | -------------------- | ----------- | ----------------- | ------------ |
| 1. | 27 kwietnia | 2024 | Grand Prix Chorwacji | Goričan     | Stadion Millenium | 305m         |
| 2. | 17 maja     | 2025 | Grand Prix Polski    | Warszawa    | PGE Narodowy      | 266,5m       |

Miejsca na podium w poszczególnych zawodach Grand Prix
| Nr | Dzień       | Rok  | Nazwa                        | Miejscowość | Tor                               | Miejsce | Punkty | Biegi           | Zwycięzca        |
| -- | ----------- | ---- | ---------------------------- | ----------- | --------------------------------- | ------- | ------ | --------------- | ---------------- |
| 1. | 13 maja     | 2023 | Grand Prix Polski            | Warszawa    | PGE Narodowy                      | 2.      | 16     | (3,2,2,1,3,3,2) | Fredrik Lindgren |
| 2. | 3 czerwca   | 2023 | Grand Prix Czech             | Praga       | Stadion Markéta                   | 3.      | 13     | (1,2,1,3,3,2,1) | Martin Vaculík   |
| 3. | 10 czerwca  | 2023 | Grand Prix Niemiec           | Teterow     | Bergring Arena                    | 3.      | 14     | (1,3,2,2,2,3,1) | Bartosz Zmarzlik |
| 4. | 2 września  | 2023 | Grand Prix Wielkiej Brytanii | Cardiff     | Millennium Stadium (sztuczny tor) | 2.      | 16     | (1,3,2,3,3,2,2) | Martin Vaculík   |
| 5. | 16 września | 2023 | Grand Prix Danii             | Vojens      | Vojens Speedway Center            | 3.      | 16     | (3,3,1,2,3,3,1) | Leon Madsen      |
| 6. | 27 kwietnia | 2024 | Grand Prix Chorwacji         | Gorican     | Stadion Millenium                 | 1.      | 18     | (3,2,3,3,1,3,3) | —                |
| 7. | 18 maja     | 2024 | Grand Prix Niemiec           | Landshut    | OneSolar Arena                    | 3.      | 13     | (2,1,1,2,3,3,1) | Mikkel Michelsen |
| 8. | 17 maja     | 2025 | Grand Prix Polski            | Warszawa    | PGE Narodowy                      | 1.      | 17     | (3,3,3,3,2,3)   | —                |

### Punkty w poszczególnych zawodachGrand Prix
| Sezon 2016             |                      |                                 |                                 |                                 |                                |                                 |                                |                                |                     |                          |                   |                   |         |         |         |         |         |         |         |         |         |        |        |        |        |        |        |        |        |        |        |        |
| GP Słowenii – Krško    | GP Polski – Warszawa | GP Danii – Horsens              | GP Czech – Praga                | GP Wielkiej Brytanii – Cardiff  | GP Szwecji – Målilla           | GP Polski – Gorzów Wielkopolski | GP Niemiec – Teterow           | GP Sztokholmu – Solna          | GP Polski – Toruń   | GP Australii – Melbourne | miejsce           | miejsce           | miejsce | miejsce | miejsce | miejsce | miejsce | miejsce | miejsce | miejsce | miejsce | punkty | punkty | punkty | punkty | punkty | punkty | punkty | punkty | punkty | punkty | punkty |
| –                      | –                    | –                               | –                               | –                               | –                              | –                               | –                              | –                              | –                   | 2                        | 26                | 26                | 26      | 26      | 26      | 26      | 26      | 26      | 26      | 26      | 26      | 2      | 2      | 2      | 2      | 2      | 2      | 2      | 2      | 2      | 2      | 2      |
| Sezon 2020             |                      |                                 |                                 |                                 |                                |                                 |                                |                                |                     |                          |                   |                   |         |         |         |         |         |         |         |         |         |        |        |        |        |        |        |        |        |        |        |        |
| GP Polski – Wrocław    | GP Polski – Wrocław  | GP Polski – Gorzów Wielkopolski | GP Polski – Gorzów Wielkopolski | GP Czech – Praga                | GP Czech – Praga               | GP Polski – Toruń               | GP Polski – Toruń              | miejsce                        | miejsce             | miejsce                  | miejsce           | miejsce           | miejsce | miejsce | miejsce | miejsce | miejsce | miejsce | punkty  | punkty  | punkty  | punkty | punkty | punkty | punkty | punkty | punkty | punkty | punkty |        |        |        |
| –                      | –                    | –                               | –                               | –                               | –                              | 5                               | 7                              | 17                             | 17                  | 17                       | 17                | 17                | 17      | 17      | 17      | 17      | 17      | 17      | 12      | 12      | 12      | 12     | 12     | 12     | 12     | 12     | 12     | 12     | 12     |        |        |        |
| Sezon 2022             |                      |                                 |                                 |                                 |                                |                                 |                                |                                |                     |                          |                   |                   |         |         |         |         |         |         |         |         |         |        |        |        |        |        |        |        |        |        |        |        |
| GP Chorwacji – Goričan | GP Polski – Warszawa | GP Czech – Praga                | GP Niemiec – Teterow            | GP Polski – Gorzów Wielkopolski | GP Wielkiej Brytanii – Cardiff | GP Polski – Wrocław             | GP Danii – Vojens              | GP Szwecji – Målilla           | GP Polski – Toruń   | miejsce                  | miejsce           | miejsce           | miejsce | miejsce | miejsce | miejsce | miejsce | miejsce | miejsce | miejsce | punkty  | punkty | punkty | punkty | punkty | punkty | punkty | punkty | punkty | punkty | punkty |        |
| 3                      | 7                    | 7                               | 9                               | 6                               | 12                             | 6                               | 8                              | 6                              | 3                   | 12                       | 12                | 12                | 12      | 12      | 12      | 12      | 12      | 12      | 12      | 12      | 67      | 67     | 67     | 67     | 67     | 67     | 67     | 67     | 67     | 67     | 67     |        |
| Sezon 2023             |                      |                                 |                                 |                                 |                                |                                 |                                |                                |                     |                          |                   |                   |         |         |         |         |         |         |         |         |         |        |        |        |        |        |        |        |        |        |        |        |
| GP Chorwacji – Goričan | GP Polski – Warszawa | GP Czech – Praga                | GP Niemiec – Teterow            | GP Polski – Gorzów Wielkopolski | GP Szwecji – Målilla           | GP Łotwy – Ryga                 | GP Wielkiej Brytanii – Cardiff | GP Danii – Vojens              | GP Polski – Toruń   | miejsce                  | miejsce           | miejsce           | miejsce | miejsce | miejsce | miejsce | miejsce | miejsce | miejsce | punkty  | punkty  | punkty | punkty | punkty | punkty | punkty | punkty | punkty | punkty |        |        |        |
| 8                      | 18                   | 16                              | 16                              | 11                              | 10                             | –                               | 18                             | 16                             | 10                  | 4                        | 4                 | 4                 | 4       | 4       | 4       | 4       | 4       | 4       | 4       | 123     | 123     | 123    | 123    | 123    | 123    | 123    | 123    | 123    | 123    |        |        |        |
| Sezon 2024             |                      |                                 |                                 |                                 |                                |                                 |                                |                                |                     |                          |                   |                   |         |         |         |         |         |         |         |         |         |        |        |        |        |        |        |        |        |        |        |        |
| GP Chorwacji – Goričan | Sprint – Warszawa    | GP Polski – Warszawa            | GP Niemiec – Landshut           | GP Czech – Praga                | GP Szwecji – Målilla           | GP Polski – Gorzów Wielkopolski | Sprint – Cardiff               | GP Wielkiej Brytanii – Cardiff | GP Polski – Wrocław | GP Łotwy – Ryga          | GP Danii – Vojens | GP Polski – Toruń | miejsce | miejsce | miejsce | miejsce | miejsce | miejsce | miejsce | miejsce | punkty  | punkty | punkty | punkty | punkty | punkty | punkty | punkty |        |        |        |        |
| 20                     | –                    | 12                              | 16                              | 6                               | 14                             | 9                               | –                              | 10                             | 6                   | 2                        | 2                 | 9                 | 6       | 6       | 6       | 6       | 6       | 6       | 6       | 6       | 106     | 106    | 106    | 106    | 106    | 106    | 106    | 106    |        |        |        |        |

| Statystyki        | Statystyki |
| ----------------- | ---------- |
| Starty            | 33         |
| Zwycięstwa        | 1          |
| Miejsca na podium | 7          |
| Finalista         | 8          |
| Punkty            | 310        |

## Starty windywidualnych mistrzostwach świata juniorów
| Sezon 2016  |           |           |         |         |         |         |         |         |         |         |         |        |        |        |        |        |        |        |        |        |
| King’s Lynn | Pardubice | Gdańsk    | miejsce | miejsce | miejsce | miejsce | miejsce | miejsce | miejsce | miejsce | miejsce | punkty | punkty | punkty | punkty | punkty | punkty | punkty | punkty | punkty |
| 13          | 12        | 12        | 4       | 4       | 4       | 4       | 4       | 4       | 4       | 4       | 4       | 37     | 37     | 37     | 37     | 37     | 37     | 37     | 37     | 37     |
| Sezon 2017  |           |           |         |         |         |         |         |         |         |         |         |        |        |        |        |        |        |        |        |        |
| Poznań      | Güstrow   | Pardubice | miejsce | miejsce | miejsce | miejsce | miejsce | miejsce | miejsce | miejsce | miejsce | punkty | punkty | punkty | punkty | punkty | punkty | punkty | punkty | punkty |
| 11          | 6         | 10        | 6       | 6       | 6       | 6       | 6       | 6       | 6       | 6       | 6       | 27     | 27     | 27     | 27     | 27     | 27     | 27     | 27     | 27     |

| Statystyki        | Statystyki |
| ----------------- | ---------- |
| Starty            | 6          |
| Zwycięstwa        | 0          |
| Miejsca na podium | 0          |
| Punkty            | 64         |

## Pozostałe osiągnięcia

### Osiągnięcia indywidualne
- Indywidualne mistrzostwa Australii
  - srebro: 1 (2020)

- Młodzieżowe indywidualne mistrzostwa Australii
  - złoto: 1 (2016)
  - srebro: 2 (2015, 2017)
  - brąz: 1 (2014)

- Indywidualne międzynarodowe mistrzostwa Ekstraligi im. Zenona Plecha
  - 2021 – 8. miejsce – 9 punktów + 3. miejsce w półfinale
  - 2022 – 5. miejsce – 10 punktów + 2. miejsce w półfinale

### Osiągnięcia drużynowe
- Speedway of Nations
  - 2022 – 1. miejsce

- Drużynowe mistrzostwa świata juniorów
  - 2015 – 3. miejsce
  - 2016 – 2. miejsce
  - 2017 – 2. miejsce

- Drużynowe mistrzostwa Wielkiej Brytanii
  - brąz: 4 (2017, 2018, 2019, 2021)

- Drużynowe mistrzostwa Polski
  - złoto: 2 (2023, 2024)
  - srebro: 1 (2020)

- Drużynowe mistrzostwa Szwecji
  - brąz: 1 (2019)